# Velká hra (film)
Velká hra (v anglickém originále Molly's Game) je americký dramatický film z roku 2017. Režie a scénáře se ujal Aaron Sorkin. Snímek je inspirovaný stejnojmenným memoárem Molly Bloom. Hlavní role hrají Jessica Chastainová, Idris Elba, Kevin Costner, Michael Cera, Brian d'Arcy James, Chris O'Dowd, Bill Camp, Graham Greene, Claire Rankin, Joe Keery a Jeremy Strong.
Natáčení filmu bylo zahájeno v listopadu roku 2016 v Torontu v Kanadě. Celosvětovou premiéru měl na Mezinárodním filmovém festivalu v Torontu a limitovaně byl vydán ve Spojených státech amerických dne 25. prosince 2017, rozšířen byl dne 5. ledna 2018. V České republice měl premiéru dne 4. ledna 2018. Film získal pozitivní recenze od kritiků a to především scénář Aarona Sorkina a práce Idrise Elby a Jessicy Chastain.

## Obsazení
- Jessica Chastainová jako Molly Bloom
  - Samantha Isler jako teenagerka Molly
  - Piper Howell jako sedmiletá Molly
- Idris Elba jako Charlie Jaffey, Molllyin právník
- Kevin Costner jako Larry Bloom
- Michael Cera jako Player X
- Brian d'Arcy James jako Brad
- Chris O'Dowd jako Douglas Downey
- J. C. MacKenzie jako Harrison Wellstone
- Bill Camp jako Harlan Eustice
- Graham Greene jako soudce Foxman
- Jeremy Strong jako Dean Keith, realitní makléř
- Matthew D. Matteo jako Bobby
- Joe Keery jako Cole
- Natalie Krill jako Winston
- Claire Rankin jako Charlene Bloom, Mollyina matka

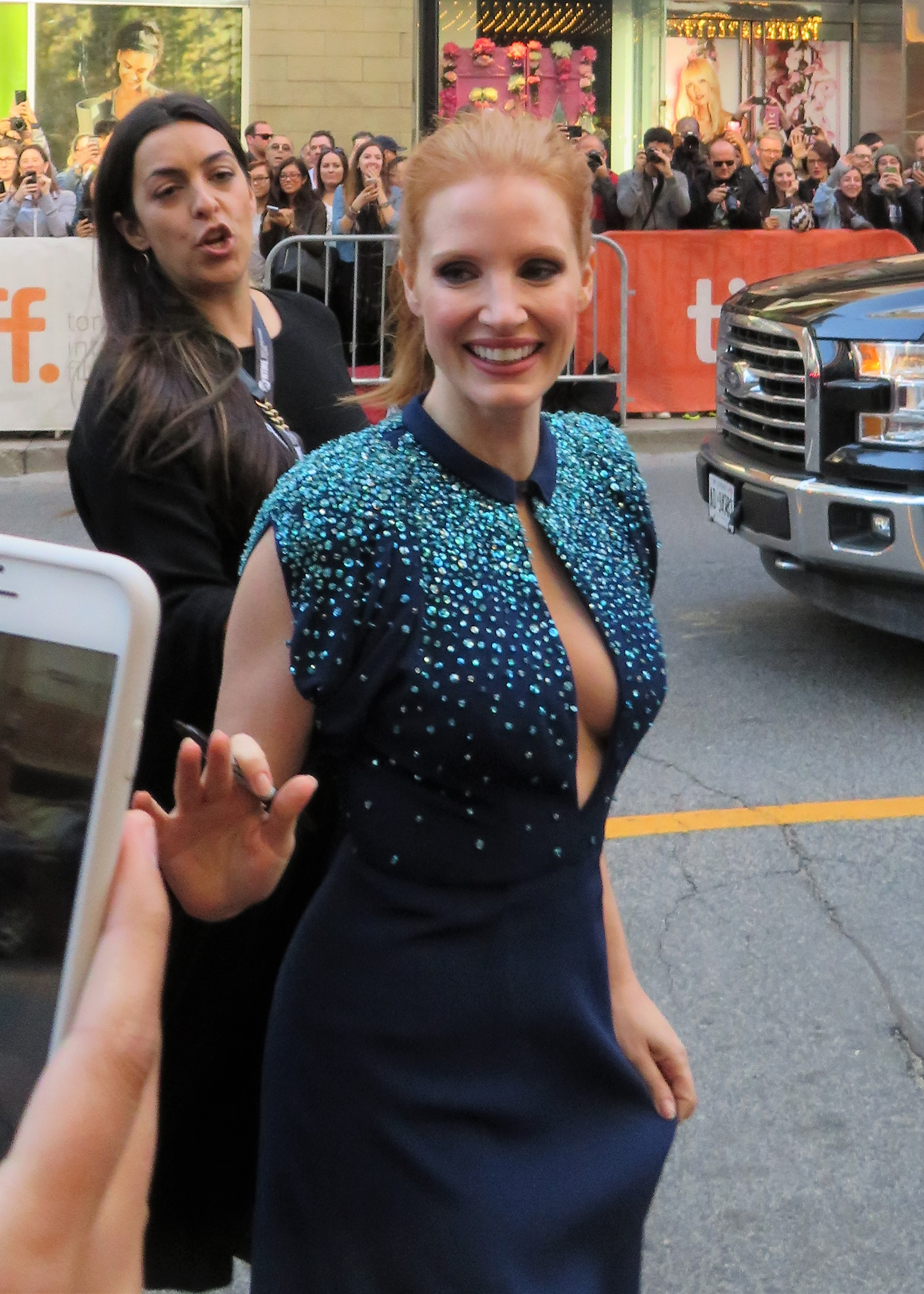
Jessica Chastainová na premiéře filmu na Mezinárodním filmovém festivalu v Torontu.

- Madison McKinley jako Shelby
- Khalid Klein jako Neal
- Victor Serfaty jako Diego
- Jon Bass jako Shelly Habib

## Produkce
Dne 12. listopadu 2014 Mark Gordon z produkční společnosti The Mark Godron Company zakoupil práva na filmovou adaptaci knihy Molly's Game od Molly Bloom. Aaron Sorkin byl najat na přepsání memoáru do scénáře. Dne 7. ledna 2016 bylo oznámeno, že Sorkin se také poprvé ujme režie.

### Casting
V únoru roku 2016 byla hlavní role nabídnuta herečce Jessice Chastainové. V květnu roku 2016 se k obsazení připojil Idris Elba. V září se připojil Michael Cera, v říjnu Kevin Costner v roli Molly otce a Brian d'Arcy James. V listopadu doplnilo obsazení Chris O'Dowd, Jeremy Strong, Bill Camp a Graham Greene.

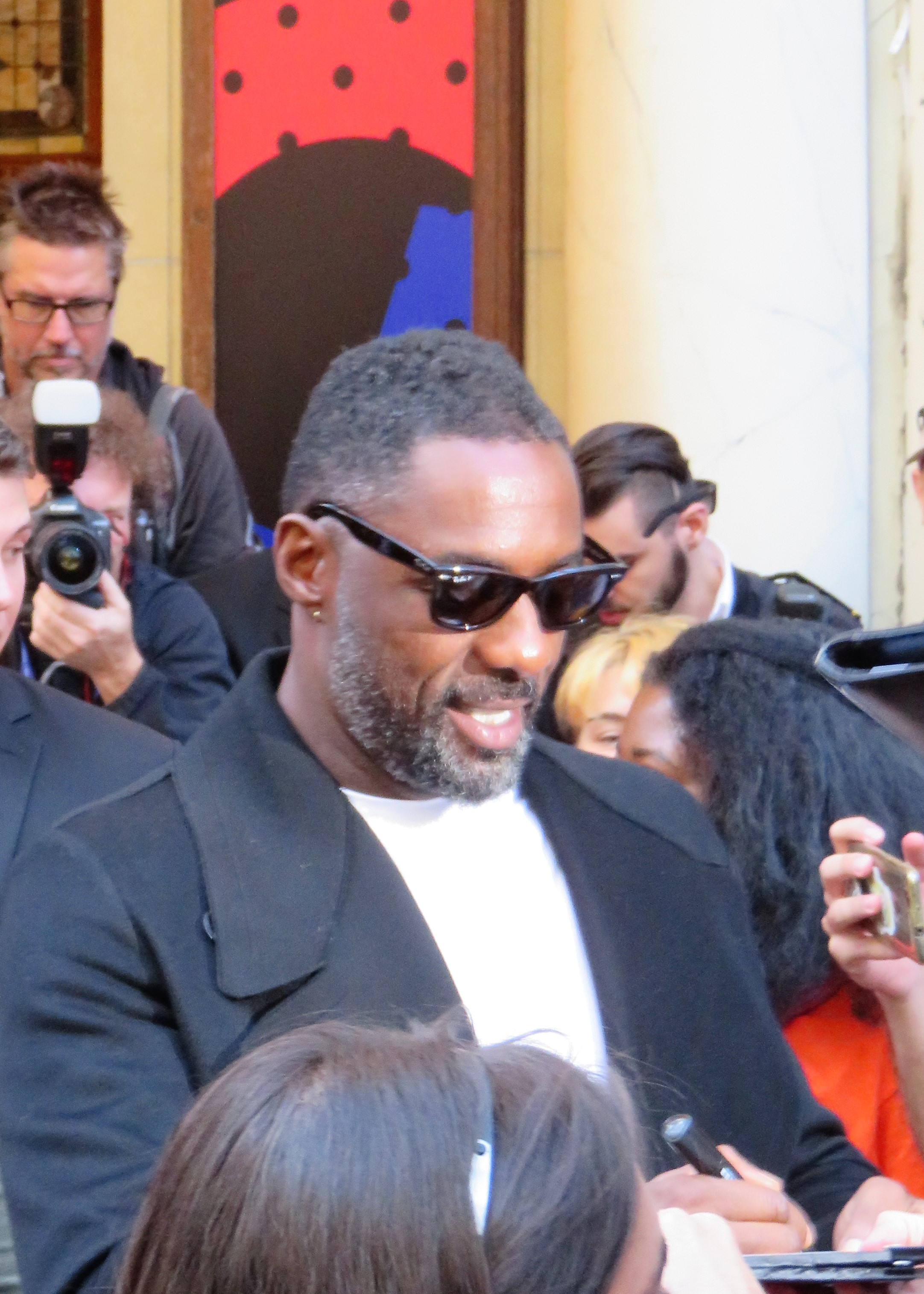
Idris Elba na premiéře filmu na Mezinárodním filmovém festivalu v Torontu.

### Natáčení
Natáčení filmu bylo zahájeno dne 9. listopadu roku 2016 v Torontu v Kanadě.

## Přijetí

### Tržby
Snímek byl limitovaně vydán dne 25. prosince 2017 a to do pouhých 271 kin po celé Severní Americe a za první promítací den získal 1,04 milionů dolarů. Za první víkend tak vydělal 2,3 miliony dolarů. Do více kin po Severní Americe a Kanadě byl vydán dne 5. ledna 2018 a byl projektován výdělek 6 milionů dolarů. Nakonec snímek vydělal 7 milionů dolarů a stal se sedmým nejnavštěvovanějším filmem víkendu.

### Recenze
Film získal pozitivní recenze od kritiků. Na recenzní stránce Rotten Tomatoes získal z 182 započtených recenzí 82 procent s průměrným ratingem 7,2 bodů z deseti. Na serveru Metacritic snímek získal z 44 recenzí 71 bodů ze sta. Na Česko-Slovenské filmové databázi snímek získal 83%.

## Ocenění a nominace
| Ocenění                                       | Datum ceremoniálu  | Kategorie                              | Nominovaný                                      | Výsledek  |
| --------------------------------------------- | ------------------ | -------------------------------------- | ----------------------------------------------- | --------- |
| Alliance of Women Film Journalists            | 9. ledna 2018      | Nejlepší adaptovaný scénář             | Aaron Sorkin                                    | nominace  |
| American Cinema Editors                       | 26. ledna 2018     | Nejlepší střih – film (drama)          | Alan Baumgarten, Elliot Graham a Josh Schaeffer | nominace  |
| Austin Film Critics Association               | 8. ledna 2018      | Nejlepší adaptovaný scénář             | Aaron Sorkin                                    | nominace  |
| Black Reel Awards                             | 18. února 2018     | Nejlepší herec ve vedlejší roli        | Idris Elba                                      | nominace  |
| Central Ohio Film Critics Association         | 4. ledna 2018      | Nejlepší adaptovaný scénář             | Aaron Sorkin                                    | nominace  |
| Central Ohio Film Critics Association         | 4. ledna 2018      | Nejlepší herečka v hlavní roli         | Jessica Chastainová                             | nominace  |
| Critics' Choice Movie Awards                  | 11. ledna 2018     | Nejlepší herečka v hlavní roli         | Jessica Chastainová                             | nominace  |
| Critics' Choice Movie Awards                  | 11. ledna 2018     | Nejlepší adaptovaný scénář             | Aaron Sorkin                                    | nominace  |
| Denver Film Critics Society                   | 15. ledna 2018     | Nejlepší adaptovaný scénář             | Aaron Sorkin                                    | nominace  |
| Detroit Film Critics Society                  | 7. prosince 2017   | Nejlepší herečka v hlavní roli         | Jessica Chastainová                             | nominace  |
| Florida Film Critics Circle                   | 23. prosince 2017  | Nejlepší adaptovaný scénář             | Aaron Sorkin                                    | nominace  |
| Filmový festival v Zurichu                    | 4. října 2017      | Kariérní ocenění                       | Aaron Sorkin                                    | vítězství |
| Filmový fedstival v Mill Valley               | 17. října 2017     | Ocenění publika – Zlaté ocenění        | Velká hra                                       | vítězství |
| Mezinárodní filmový festival v Denveru        | 13. listopadu 2017 | Kariérní ocenění                       | Aaron Sorkin                                    | vítězství |
| Mezinárodní filmový festival v Palm Springs   | 2. ledna 2018      | Chairman's Award                       | Jessica Chastainová                             | vítězství |
| North Carolina Film Critics Association       | 2. ledna 2018      | Nejlepší adaptovaný scénář             | Aaron Sorkin                                    | nominace  |
| North Carolina Film Critics Association       | 2. ledna 2018      | Nejlepší herečka v hlavní roli         | Jessica Chastainová                             | nominace  |
| North Texas Film Critics Association          | 12. ledna 2018     | Nejlepší režie                         | Aaron Sorkin                                    | nominace  |
| North Texas Film Critics Association          | 12. ledna 2018     | Nejlepší herečka v hlavní roli         | Jessica Chastainová                             | nominace  |
| North Texas Film Critics Association          | 12. ledna 2018     | Nejlepší herec ve vedlejší roli        | Idris Elba                                      | nominace  |
| Oscar                                         | 4. března 2018     | Nejlepší adaptovaný scénář             | Aaron Sorkin                                    | nominace  |
| Producers Guild of America Awards             | 20. ledna 2018     | Nejlepší producenti – film             | Mark Gordon, Amy Pascal a Matt Jackson          | nominace  |
| Phoenix Film Critics Society                  | 19. prosince 2017  | Nejlepší adaptovaný scénář             | Aaron Sorkin                                    | nominace  |
| Phoenix Film Critics Society                  | 19. prosince 2017  | Nejlepší herečka v hlavní roli         | Jessica Chastainová                             | nominace  |
| Phoenix Critics Circle                        | 16. prosince 2017  | Nejlepší adaptovaný scénář             | Aaron Sorkin                                    | nominace  |
| Phoenix Critics Circle                        | 16. prosince 2017  | Nejlepší herečka v hlavní roli         | Jessica Chastainová                             | nominace  |
| San Francisco Film Critics Circle             | 10. prosince 2017  | Nejlepší adaptovaný scénář             | Aaron Sorkin                                    | nominace  |
| Satellite Awards                              | 10. února 2018     | Nejlepší herečka v hlavní roli         | Jessica Chastainová                             | nominace  |
| Satellite Awards                              | 10. února 2018     | Nejlepší adaptovaný scénář             | Aaron Sorkin                                    | nominace  |
| Washington D.C. Area Film Critics Association | 8. prosince 2017   | Nejlepší adaptovaný scénář             | Aaron Sorkin                                    | nominace  |
| Writers Guild of America Awards               | 11. února 2018     | Nejlepší adaptovaný scénář             | Aaron Sorkin                                    | nominace  |
| Zlatý glóbus                                  | 7. ledna 2018      | Nejlepší herečka v hlavní roli (drama) | Jessica Chastainová                             | nominace  |
| Zlatý glóbus                                  | 7. ledna 2018      | Nejlepší scénář                        | Aaron Sorkin                                    | nominace  |